# Isona i Conca Dellà
Isona i Conca Dellà és un municipi de la comarca del Pallars Jussà, amb capital a Isona. Tal com és ara, és fruit de l'agrupació per decret del 12 de setembre del 1970, dels antics municipis de Benavent de Tremp, Conques, Figuerola d'Orcau, Isona, Orcau i Sant Romà d'Abella, que així ho acordaren aquell mateix any. En un primer moment, el nom aprovat per al nou municipi fou, simplement Conca d'Allà, però fou immediatament corregit per Isona i Conca d'Allà, que després passà a Isona i Conca Dellà, que és la forma més correcta. Està situat a l'extrem de llevant de la comarca. A causa de l'extensió i complexitat d'aquest municipi, és l'únic de la comarca que no formava agrupació municipal amb cap altre.

## Etimologia
El nom del municipi ha estat controvertit més d'una vegada. No és que sigui un topònim erroni o incorrecte, però sí que podem afirmar que el nom no s'ajusta del tot al territori.
El 1970, en crear-se el nou municipi d'Isona i Conca Dellà per l'agrupació de tots els termes esmentats més amunt a l'entorn de la vila d'Isona, fou imposada la presència del nom d'Isona, tot i que es proposava també el nom de Conca Dellà, sense esmentar la vila que hi fa de capital.
D'altra banda, no tota la Conca Dellà hi és, car Abella de la Conca va rebutjar d'integrar-s'hi, principalment per mantenir la gestió dels importants boscos comunals del seu terme. Gavet de la Conca i, almenys en part, Llimiana també pertanyen geogràficament a la Conca Dellà. I, alhora, no tot el terme sencer pertany a la Conca Dellà: l'antic municipi d'Orcau aportà a aquest terme un territori que geogràficament és a la Conca de Tremp. La meitat nord del vell terme d'Orcau inclou tres pobles, Galliner, Montesquiu i Puig de l'Anell que estan situats a la riba esquerra de la Noguera Pallaresa, actualment del Pantà de Sant Antoni, i, per tant, a la Conca Deçà.
Isona prové de la llatinització (Aeso) d'un nom, propi o comú, probablement preromà, iberobasc. Surt documentat ja al segle x, amb la mateixa forma actual.
La segona part del topònim -Conca Dellà- és la denominació popular de la Conca d'Isona. Prové de l'adverbi de lloc del català antic, actualment en desús, dellà, que vol dir de la part d'allà. En contraposició, trobaríem deçà, que significa de la part d'aquí. La Conca Deçà és, pròpiament, la Conca de Tremp, a l'entorn del cap de comarca.

## Geografia
- Llista de topònims d'Isona i Conca Dellà (Orografia: muntanyes, serres, collades, indrets..; hidrografia: rius, fonts...; edificis: cases, masies, esglésies, etc).

### Descripció geogràfica
El terme municipal d'Isona i Conca Dellà ocupa un extens territori, molt diversificat. Consulteu cadascun dels seus antics termes per a una descripció detallada. A grans trets, aquest municipi ocupa la major part de la meitat septentrionsal de la Conca Dellà; només en quedarien exclosos els termes d'Abella de la Conca i de Gavet de la Conca.
Termes municipals limítrofs:
| Talarn i Salàs de Pallars    | Conca de Dalt i Abella de la Conca |                                                            |
| Tremp                        |                                    | Coll de Nargó (Alt Urgell) i la Baronia de Rialb (Noguera) |
| Gavet de la Conca i Llimiana | Artesa de Segre (Noguera)          | Artesa de Segre                                            |

Cal tenir en compte que el terme d'Isona i Conca Dellà té al sud, una mica separat, l'enclavament de Montadó, que està situat entre Artesa de Segre, a llevant, Vilanova de Meià, a ponent, tots dos de la Noguera, i Gavet de la Conca, del Pallars Jussà.

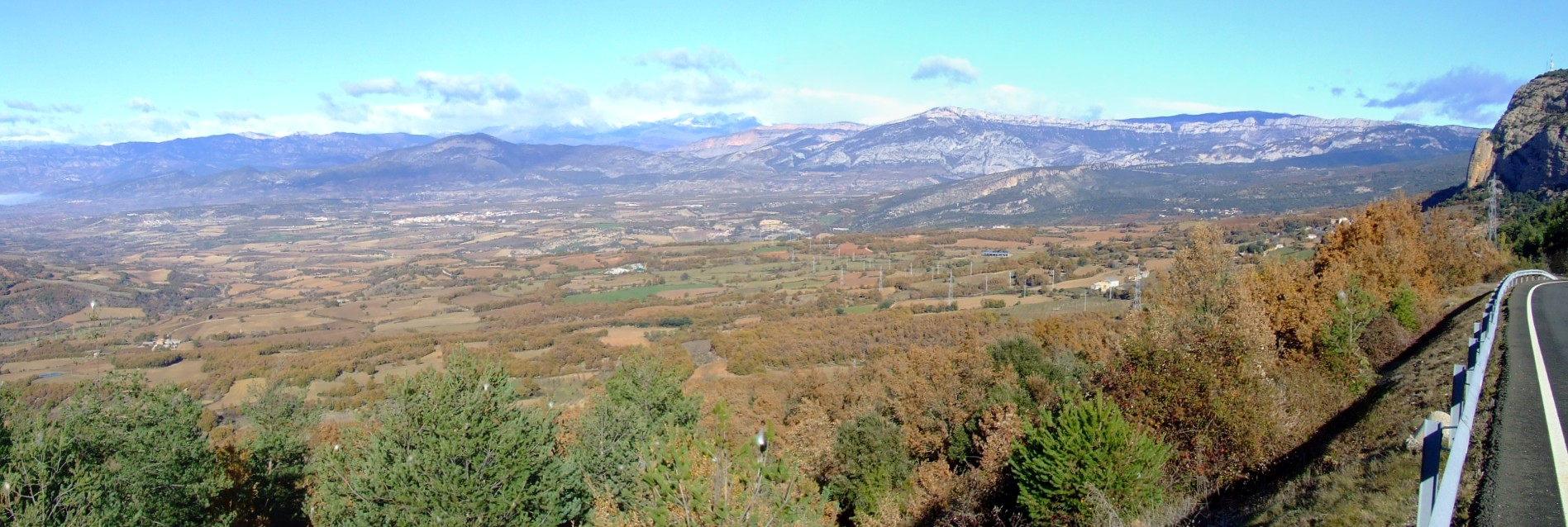
El terme d'Isona i Conca Dellà des de Comiols (sud-est)

Es tracta, bàsicament, de tot el territori inclòs entre la riba dreta del riu de Gavet, o de Conques, i el terme d'Abella de la Conca, a llevant, i la serra de Sant Corneli, que tanca aquesta conca pel nord, a ponent.
Només l'antic terme de Conques travessa a la riba esquerra del riu esmentat.

### Informe Roca
En la proposta derivada de l'informe popularment denominat Informe Roca, el terme municipal d'Isona i Conca Dellà havia de sofrir una profunda remodelació. D'una banda, la vall de Montesquiu, amb els pobles de Galliner, Montesquiu i Puig de l'Anell eren extrets d'Isona i Conca Dellà i, per tant, separats de l'antic terme d'Orcau, per ser afegits al terme municipal de Tremp. De l'altra, Abella de la Conca perdia la seva independència municipal i era agregat al municipi remodelat amb capital a la vila d'Isona. En tercer lloc, els Obacs de Llimiana havien de deixar de pertànyer a Llimiana i eren integrats en aquest municipi. En quart, tot l'antic terme municipal de Sant Salvador de Toló, així com la meitat nord de l'antic terme d'Aransís, on hi ha el poble d'aquest mateix nom eren despresos de Gavet de la Conca, terme que desapareixia, i annexats a Isona. Finalment, el municipì d'Isona i Conca Dellà passava a denominar-se Isona i Conca d'Orcau.

### Nuclis de població
| Entitat de població     | Habitants (2023) |
| Isona                   | 654              |
| Figuerola d'Orcau       | 182              |
| Conques                 | 109              |
| Sant Romà d'Abella      | 66               |
| Biscarri                | 40               |
| Basturs                 | 26               |
| Benavent de la Conca    | 23               |
| Orcau                   | 16               |
| Covet                   | 5                |
| Llordà                  | 5                |
| Siall                   | 5                |
| Gramenet                | 3                |
| Montadó                 | 1                |
| els Masos de Sant Martí | 0                |
| Font: Idescat           |                  |

* Benavent de la Conca: Benavent de la Conca, Biscarri, Gramenet i Montadó
| Pobles de l'antic terme de Benavent de Tremp | Pobles de l'antic terme de Benavent de Tremp |
| -------------------------------------------- | -------------------------------------------- |
| El poble de Benavent de la Conca             | El poble de Biscarri                         |
| El poble de Benavent de la Conca             | El poble de Biscarri                         |

| El poble de Gramenet | El poble de Montadó |
| El poble de Gramenet | El poble de Montadó |

- Conques: Conques
- Figuerola d'Orcau: Figuerola d'Orcau

| Pobles dels antics termes de Conques i de Figuerola d'Orcau | Pobles dels antics termes de Conques i de Figuerola d'Orcau |
| ----------------------------------------------------------- | ----------------------------------------------------------- |
| La vila de Conques                                          | La vila de Figuerola d'Orcau                                |
| La vila de Conques                                          | La vila de Figuerola d'Orcau                                |

- Isona: Isona, Covet, Llordà, els Masos de Sant Martí i Siall

| Covet             | La vila de Conques | El poble de Llordà |
| El poble de Covet | La vila d'Isona    | El poble de Llordà |

| El poble dels Masos de Sant Martí | El poble de Siall |
| El poble dels Masos de Sant Martí | El poble de Siall |

- Orcau: Orcau, Basturs, Galliner, Montesquiu i Puig de l'Anell

| Pobles del terme d'Orcau | Pobles del terme d'Orcau | Pobles del terme d'Orcau | Pobles del terme d'Orcau |
| ------------------------ | ------------------------ | ------------------------ | ------------------------ |
| El poble de Basturs      | El poble de Galliner     | El poble de Montesquiu   |                          |
| El poble de Basturs      | El poble de Galliner     | El poble de Montesquiu   |                          |

| El poble d'Orcau | El poble de Puig de l'Anell |
| El poble d'Orcau | El poble de Puig de l'Anell |

- Sant Romà d'Abella: Sant Romà d'Abella, amb els seus barris dels Masos de Sant Romà i de les Cases de Sant Pere.

| Nuclis de l'antic terme de Sant Romà d'Abella | Nuclis de l'antic terme de Sant Romà d'Abella | Nuclis de l'antic terme de Sant Romà d'Abella |
| --------------------------------------------- | --------------------------------------------- | --------------------------------------------- |
| El barri de les Cases de Sant Pere            | El barri dels Masos de Sant Romà              | Sant Romà d'Abella                            |
| El barri de les Cases de Sant Pere            | El barri de les Masies de Sant Romà           | El poble de Sant Romà d'Abella                |

## Història
Les línies generals d'història d'Isona i Conca Dellà estan explicades bàsicament en l'apartat dedicat a la capital, Isona. Per a cadascun dels pobles que l'integren, vegeu l'article corresponent.
Cal destacar que tot el terme és ric en troballes paleontològiques (sobretot de dinosaures), castells i esglésies medievals i restes del front de guerra del 1938, que a principis del segle XXI s'estan promovent com a atractiu turístic.

### Composició de l'Ajuntament

#### Alcaldes
- Franquisme i transició
  - Josep Solans i Boncompte (1976-1979)
- Eleccions municipals democràtiques
  - Josep Solans i Boncompte (19.4.1979 - 7.5.1983)
  - Agustí Graell i Comet (23.5.1983 - 24.5.2003)
  - Antoni Grasa i Fàbrega (14.6.2003 - 10.6.2011)
  - Constantí Aranda i Farrero (11.6.2011 - 15.6.2019)
  - Maria Rosa Amorós i Capdevila (15.6.2019- 17.6.2023)
  - Jeannine Abella i Chica (17.6.2023 - actualitat)

#### Regidors
Des de les primeres eleccions municipals democràtiques, l'Ajuntament d'Isona i Conca Dellà ha tingut els regidors següents: Miquel Carles Abella Canal, Jeannine Abella i Chica Maria Rosa Amorós i Capdevila, Constantí Aranda Farrero, Sebastià Aubets Aubets, Antoni Benet Guàrdia,Lorena Farràs Peréz Jaume Bernadó Simó, Joan Bertran Cuders, Josep Bertran Riart, Núria Boixadera Guixés, Josep Boixadera March, Miquel Àngel Bullich Parramon, Jordi Coll Fité, Domingo Durich Miró, Miquel Erill Rius, Òscar Eroles Peiri, Jaume Fabà Capdevila, Josep Fabà Codina, Joan Farràs Graell, Jaume Farràs Puig, Clara Farrero Solsona, Joaquim Feliu Castells, Carles Feliu Erill, Joan Feliu Plana, Ramir Fité Cases, Santiago Fité Lloret, Romà Fité Ponsa, Cecili Fornós Poch, Francesc Xavier Forns Balcells, Jordi Fort Aubets, Francesc Garcia Llairó, Domingo Gascón Tohà, Agustí Graell Comet, Antoni Grasa Fàbrega, Antoni Grasa Llobet, Andreu Isanta Eroles, Josep Jofre Abella, Lluís Laplaza Graell, Margarita Lladós Sala, Glòria Llompart Mallorques, Francesc Malgrat Roca, Jordi Marc Boixadera, Marc Mir Puy, Ramon Mir Subarroca, Núria Obach Oller, Ferran Sáez Estapé, Josep Solans Boncompte, Joan Solé Cases, Josep Solduga Espuga, Andreu Tartera Capdevila, Ramona Tomàs Reig, Lluís Ubach Boluña, i Ramon Vilanova Solsona.

#### Legislatura2023-2027[2]
| Eleccions municipals de 28 de maig de 2023 - Isona i Conca Dellà                      |                                                   |                                     |                                     |       |         |          |
| Candidatura                                                                           | Candidatura                                       | Candidatura                         | Cap de llista                       | Vots  | Vots    | Regidors |
|                                                                                       | Junts per Isona i Conca Dellà Junts per Catalunya |                                     | Jeannine Abella i Chica             | 308   | 51,85%  | 5 (+1)   |
|                                                                                       | Esquerra Republicana de Catalunya-Acord Municipal |                                     | Rosa Amorós i Capdevila             | 275   | 46,29%  | 4 (-1)   |
|                                                                                       | Vots en blanc                                     |                                     |                                     | 11    |         |          |
| Total vots vàlids i regidors                                                          | Total vots vàlids i regidors                      | Total vots vàlids i regidors        | Total vots vàlids i regidors        | 1.308 | 100 %   | 11       |
|                                                                                       | Vots nuls                                         | Vots nuls                           | Vots nuls                           | 13    |         |          |
| Participació (vots vàlids més nuls)                                                   | Participació (vots vàlids més nuls)               | Participació (vots vàlids més nuls) | Participació (vots vàlids més nuls) |       | **      |          |
| Abstenció                                                                             | Abstenció                                         | Abstenció                           | Abstenció                           | *     | **      |          |
| Total cens electoral                                                                  | Total cens electoral                              | Total cens electoral                | Total cens electoral                | '*    | 100 %** |          |
| Batlle: Marc Baró Bernaduca Per majoria absoluta dels vots dels regidors              |                                                   |                                     |                                     |       |         |          |
| Fonts: TV3 (* No són vots sinó electors. ** Percentatge respecte del cens electoral.) |                                                   |                                     |                                     |       |         |          |

#### Legislatura2011-2015
| Candidatura | Candidatura | Cap de llista               | Vots | Regidors | % vots |
| ----------- | ----------- | --------------------------- | ---- | -------- | ------ |
|             | CiU         | Constantí Aranda Farrero    | 290  | 4        | 46,33  |
|             | IpIilCD-PM  | Andreu Isanta Eroles        | 238  | 4        | 38,02  |
|             | ERC-AM      | Maria Rosa Amorós Capdevila | 88   | 1        | 14,06  |
| Total       | Total       | 636                         | 636  | 9        |        |

- Constantí Aranda Farrero, CiU, alcalde. Representant del municipi en el Consell Comarcal
- Antoni Grasa Llobet, CiU, regidor.
- Núria Boixadera Guixés, CiU, regidora
- Jaume Farràs Puig, CiU, regidor
- Andreu Isanta Eroles, IpIilCD-PM, regidor. Representant del municipi en el Consell Comarcal
- Santiago Fité Lloret, IpIilCD-PM, regidor
- Òscar Eroles Peiri, IpIilCD-PM, regidor
- Marc Mir Puy, IpIilCD-PM, regidor
- Maria Rosa Amorós i Capdevila, ERC-AM, regidora. Representant del municipi en el Consell Comarcal

Legislatura 2015
| Candidatura    | Cap de llista              | Vots | Regidors | % Vots |
| -------------- | -------------------------- | ---- | -------- | ------ |
| CiU - PDeCAT   | Constantí Aranda i Farrero | 305  | 5        | 51,61% |
| Fem Poble - AM | Susanna Solans i Roya      | 147  | 2        | 24,87% |
| IxIiCD - PM    | Andreu Isanta i Eroles     | 108  | 2        | 18,27% |

Constantí Aranda i Farrero, PDeCAT, Alcalde. President del Consell Comarcal.
Jeannine Abella i Chica, PDeCAT, Tinent d'Alcalde.
Lorena Farràs i Pérez, PDeCAT, Regidora.
Núria Boixadera i Guixes, PDeCAT, Regidora.
Àngel Peretó i Bernadó, PDeCAT, Regidor.
Susanna Solans i Roya, Fem Poble - AM, Regidora. Representant al Consell Comarcal.
Francesc Amorós i Capdevila, Fem Poble - AM. Regidor.
Andreu Isanta i Eroles, IxIiCD - PM. Regidor. Representant al Consell Comarcal.
Aida Masip i Sánchez, IxIiCD - PM. Regidora.

### Demografia
| 1497 f | 1515 f | 1553 f | 1717  | 1787  | 1857  | 1877  | 1887  | 1900  | 1910  |
| ------ | ------ | ------ | ----- | ----- | ----- | ----- | ----- | ----- | ----- |
| 291    | 139    | 276    | 1.239 | 2.989 | 4.568 | 4.251 | 4.256 | 3.502 | 2.841 |

| 1920  | 1930  | 1940  | 1950  | 1960  | 1970  | 1981  | 1990  | 1992  | 1994  |
| ----- | ----- | ----- | ----- | ----- | ----- | ----- | ----- | ----- | ----- |
| 2.896 | 2.695 | 2.331 | 2.257 | 2.116 | 1.615 | 1.565 | 1.428 | 1.351 | 1.351 |

| 1996  | 1998  | 2000  | 2002  | 2004  | 2006  | 2008  | 2010  | 2012  | 2014  |
| ----- | ----- | ----- | ----- | ----- | ----- | ----- | ----- | ----- | ----- |
| 1.272 | 1.270 | 1.222 | 1.214 | 1.189 | 1.139 | 1.151 | 1.150 | 1.083 | 1.049 |

| 2016  | 2018  | 2020  | 2022  | 2024  | 2026 | 2028 | 2030 | 2032 | 2034 |
| ----- | ----- | ----- | ----- | ----- | ---- | ---- | ---- | ---- | ---- |
| 1.046 | 1.028 | 1.042 | 1.057 | 1.046 | -    | -    | -    | -    | -    |

En els censos i padrons de població, estan incorporats el 1515 Sant Martí, i el 1857 Covet. El 1970 Benavent de la Conca, Conques, Figuerola d'Orcau, Isona, Orcau i Sant Romà d'Abella van ser units per tal de formar el nou municipi d'Isona i Conca Dellà. Les dades demogràfiques anteriors a aquesta data són la suma de la població dels municipis preexistents.

## Activitat econòmica
L'activitat econòmica d'Isona i Conca Dellà no ha variat substancialment des de segles anteriors. En tot cas, hi ha hagut una selecció de les activitats menys productives i una potenciació de les que sí que ho eren. És per això que ha crescut notablement el nombre de granges porcines, que han permès la creació d'algunes indústries familiars de fabricació d'embotits.
En efecte, les truges per a la cria són més de 3.000, i el nombre total de porcs, sobre uns 10.000 animals. També hi ha unes 6.000 ovelles.
Respecte de segles anteriors, la vinya va ser pràcticament del tot abandonada a ran de la crisi provocada per la fil·loxera, i el conreu dels camps s'ha anat decantant cap als productes de més rendiment.
En tot el terme hi ha 4.937 ha. conreades, 4.456 més es dediquen al guaret i a pastures, i 2.676 són boscos. Una mica més de la meitat són per al conreu de cereals, una quarta part a arbres fruiters, entre els quals destaquen els ametllers, un deu per cent per a farratges, i queda una presència testimonial de vinya, que no arriba al 4%.
La indústria no ha tingut mai gaire espai, a Isona. A més de les indústries ja esmentades, hi ha alguns tallers mecànics, de fabricació de mobles, i una fàbrica de confecció. Hi ha diversos comerços i entitats bancàries, i se celebra mercat el dissabte. Tot això fa que Isona faci realment de petit cap comarcal, per als pobles del seu terme i els dels immediats d'Abella de la Conca i Gavet de la Conca.
L'any 1949 es fundà a Isona la Cooperativa del Camp d'Isona i Comarca, per a la comercialització de la producció agrícola del municipi. Depèn de la Cooperativa una fàbrica de pinsos.
Actualment Isona celebra mercat setmanal el dissabte, amb molta assistència dels habitants de tota la Conca Dellà, i una Fira de la Pell el primer dissabte de febrer.

## Festes i tradicions
En no existir cap festa comuna per a tot el municipi, esmentarem les festes respectives per a cadascun dels pobles que componen Isona i Conca Dellà.

## Serveis turístics
En el terme d'Isona i Conca Dellà, els serveis turístics no abunden pas gaire. Per a poder-s'hi hostatjar, compta només amb tres cases rurals: una a Biscarri (Cal Ros), una a Conques (Ca l'Estudiant) i una a Figuerola d'Orcau (Casa Blanc).
Com a restaurants, en trobem tres: dos a Isona (La Rosta i Miami) i un a Figuerola d'Orcau (La Barbacoa). I de bars, que eventualment poden fer dinars de menú, poc més: un a Figuerola d'Orcau (El Racó de la Font) i quatre a Isona (Cafè Modern, Edelweis, Miami i El Racó). Precisament aquest últim bar, el Racó, està allotjat als baixos d'una casa espectacular de pedra, just darrere de l'església i molt a prop del Museu de la Conca Dellà.

## Comunicacions
En el terme d'Isona i Conca Dellà hi ha diverses carreteres. La més important, actualment, és la C-1412b (Ponts - Tremp), que entra en el terme pel Coll de Comiols i el poble de Benavent de la Conca, i en surt després de superar el poble de Figuerola d'Orcau, en el lloc on la carretera travessa el riu d'Abella, prop del Molí de Suterranya.
Aquesta carretera té un traçat nou, que evita de passat pels nuclis urbans d'Isona, Conques i Figuerola d'Orcau, però conserva l'antic, actualment C-1412bz, que abandona l'anterior poc abans d'arribar a Isona i s'hi reincorpora a prop de Figuerola d'Orcau, just al lloc on hi ha l'única benzinera del terme.
A part d'aquesta carretera, al mateix Coll de Comiols comença, cap a ponent, la carretera L-911 (C-1412b, a Isona i Conca Dellà al Coll de Comiols - Sant Salvador de Toló). Aquesta carretera té continuïtat, després d'aquest darrer poble, en la L-912 (Sant Salvador de Toló - C-1412b, a Tremp, al Molí de Suterranya).
A Isona comença, cap al nord-est, la carretera L-511 (Isona - Coll de Nargó), que és, de fet, la primera carretera existent com a tal en aquest sector del Pallars, hereva de l'antic camí ral de la Seu d'Urgell. Aquesta carretera enllaça, per una carretereta local, amb Abella de la Conca, i amb Bóixols, del terme del darrer poble esmentat.
De la C-1412bz dos quilòmetres a ponent d'Isona surt cap al nord la carretera L-5113 (C-1412bz, a Isona i Conca Dellà - Sant Romà d'Abella), que en dos quilòmetres i mig mena a aquest darrer poble, del terme isonenc.
Encara, de la carretera C-1412b un quilòmetre a ponent de Figuerola d'Orcau arrenca cap al nord la carretera L-5112 (C-1412bz, a Isona i Conca Dellà - Orcau), que en quatre quilòmetres i mig duu fins al poble d'Orcau.
A més d'aquestes carreteres, tota una xarxa de carreteres i pistes locals, algunes d'elles asfaltades, menen als altres pobles del terme i els enllacen entre ells.
Isona i Conca Dellà no té tren, però sí que n'hi ha a Tremp, a 18 quilòmetres. Es tracta de la línia de tren de Lleida a la Pobla de Segur, antigament de RENFE i actualment gestionada per la Generalitat, a través dels FGC (Ferrocarrils de la Generalitat de Catalunya). Tres trens diaris en cada direcció enllacen el Pallars Jussà amb Balaguer i Lleida o amb la Pobla de Segur.
Existeix un servei d'autobusos que travessa el terme d'Isona i Conca Dellà, a través de dues línies: la de Barcelona a la Pobla de Segur, i la de Barcelona ath Pònt de Rei.
En el primer cas, hi ha tres serveis diaris cap a la Pobla de Segur i tres més cap a Barcelona, ara bé només un en cada direcció para a tots els pobles del terme pels quals passa: Figuerola d'Orcau, Conques, Isona, Biscarri i Benavent de la Conca. Tots tres passen per Isona, però només dos ho fan per dins de la vila; el tercer té parada a la cruïlla de la C-1412b amb la C-1412bz, a llevant del poble, a un quilòmetre de distància. En direcció a Barcelona, dos circulen al matí i un a la tarda; en direcció contrària, tots tres són a la tarda.
En la ruta de Barcelona a eth Pònt de Rei, hi ha dos serveis en cada direcció. Cap a la Vall d'Aran tots dos són al matí (un d'ells es queda a Esterri d'Àneu), amb poca estona de diferència. Cap a Barcelona,tots dos (un té l'origen, també, a Esterri d'Àneu) són a la tarda, amb 40 minuts de diferència entre els dos.
A la comarca hi ha força línies de transport escolar, atès que la concentració escolar ha obligat a posar autobusos per portar els nens dels pobles mitjans i petits cap als centres de la comarca, principalment Tremp i Isona, però també Bóixols. Sis línies de transport escolar menen els nens i nenes del terme d'Isona i Conca Dellà cap a les escoles esmentades, i cap a l'institut de Tremp.

## Centres d'ensenyament
- Escola Aeso (públic, infantil i primària)

## Altres entitats
- El Centre d'Estudis d'Isona i Conca Dellà va ser fundat el 1988 amb l'objectiu de donar a conèixer la història del municipi i promoure tasques de conservació del seu patrimoni. El 2016 compta amb 210 persones associades. Ha realitzat la restauració de la capella dels Masos de Sant Martí i la preservació de la documentació de l'església de Conques. Ha organitzat també diverses exposicions i conferències i ha publicat set obres: Caramelles a Isona el 2008, Isona a La Vanguardia el 2009, L'últim cavaller d'Isona el 2011, Isona a la premsa comarcal (1866-1937) el 2013, Francesc de Moner i de Miret: un pallarès a la guerra de Successió (1702-1714) el 2014, L'església d'Isona: 50 anys d'imatges i records el 2015 i Lo Sant Crist de Conques el 2016. Edita una memòria anual que lliura a totes les seves persones associades. Entre les seves tasques té la coordinació i gestió del Punt Òmnia d'Isona i Conca Dellà. La seva presidenta actual és Susanna Solans i Roya.[cal citació]